# Lista de prêmios e indicações recebidos por Pixie Lott
A artista musical e atriz inglesa Pixie Lott recebeu dezenove indicações em premiações, das quais teve um total de oito vitórias após a estreia da carreira da mesma com o álbum Turn It Up em 2009.
A cantora recebeu um total de quatro indicações aos BRIT Awards. Nos MTV Europe Music Awards de 2009, representou sua nação em Best UK & Ireland New Act e foi a revelação dela com o prêmio de Best Push Artist. A artista também recebeu títulos em outras ocasiões promovidas por organizações como os Variety Club e Virgin Media Music Awards e por edições do Reino Unido das revistas Cosmopolitan e Glamour. Por sua atuação no filme Fred: The Movie (2010), foi indicada à categoria Favourite UK Actress nos Nickelodeon Kids' Choice Awards de 2012.

## BRIT Awards
Os BRIT Awards são uma premiação britânica fundada pela British Phonographic Industry (BPI) em 1977 e que ocorre anualmente. Lott já recebeu quatro indicações ao evento.
| Ano  | Indicação                | Categoria                  | Resultado |
| ---- | ------------------------ | -------------------------- | --------- |
| 2010 | Pixie Lott               | British Female Solo Artist | Indicado  |
| 2010 | Pixie Lott               | British Breakthrough Act   | Indicado  |
| 2010 | "Mama Do (Uh Oh, Uh Oh)" | British Single             | Indicado  |
| 2012 | "All About Tonight"      | British Single             | Indicado  |

## BT Digital Music Awards
Os BT Digital Music Awards são uma premiação britânica que venera os resultados da música digital e a relação de artistas nas redes sociais. Lott já recebeu uma indicação ao evento.
| Ano  | Indicação  | Categoria          | Resultado |
| ---- | ---------- | ------------------ | --------- |
| 2010 | Pixie Lott | Best Female Artist | Indicado  |

## Cosmopolitan Ultimate Women of the Year Awards
Os Cosmopolitan Ultimate Women of the Year Awards são uma premiação realizada pela edição britânica da revista Cosmopolitan. Lott venceu a categoria de Ultimate Newcomer no evento de 2009.
| Ano  | Indicação  | Categoria         | Resultado |
| ---- | ---------- | ----------------- | --------- |
| 2009 | Pixie Lott | Ultimate Newcomer | Venceu    |

## Glamour Awards
Os Glamour Awards são uma premiação realizada pela revista Glamour que reconhece o trabalho de mulheres de diversas áreas. Na versão britânica do periódico, Lott venceu a categoria de Woman of the Year na edição de 2010.
| Ano  | Indicação  | Categoria         | Resultado |
| ---- | ---------- | ----------------- | --------- |
| 2010 | Pixie Lott | Woman of the Year | Venceu    |

## Meteor Ireland Music Awards
Os Meteor Ireland Music Awards são uma premiação irlandesa cujo estabelecimento ocorreu em 2001 e permaneceu como a principal cerimônia musical do país até seu término em 2011. Lott já recebeu uma indicação ao evento.
| Ano  | Indicação  | Categoria                 | Resultado |
| ---- | ---------- | ------------------------- | --------- |
| 2010 | Pixie Lott | Best International Female | Indicado  |

## MP3 Music Awards
Os MP3 Music Awards são uma premiação fundada em 2007 que reconhece os trabalhos de artistas musicais, além de aparelhos e lojas de músicas no formato MP3. Lott venceu a categoria Best New Act na edição de 2009 do evento.
| Ano  | Indicação  | Categoria    | Resultado |
| ---- | ---------- | ------------ | --------- |
| 2009 | Pixie Lott | Best New Act | Venceu    |

## MTV Europe Music Awards
Os MTV Europe Music Awards são uma premiação pan-europeia realizada pela MTV Europe que ocorre anualmente em novembro para comemorar os artistas e trabalhos musicais mais populares do continente. Lott recebeu três indicações ao evento na edição de 2009, das quais venceu duas categorias: Best Push Artist e Best UK & Ireland New Act.
| Ano  | Indicação  | Categoria                 | Resultado |
| ---- | ---------- | ------------------------- | --------- |
| 2009 | Pixie Lott | Best Push Artist          | Venceu    |
| 2009 | Pixie Lott | Best UK & Ireland New Act | Venceu    |
| 2009 | Pixie Lott | Best New Act              | Indicado  |

## Nickelodeon Kids' Choice Awards
Os Nickelodeon Kids' Choice Awards são uma premiação realizada anualmente pelo canal de televisão infanto-juvenil Nickelodeon. Lott já recebeu duas indicações ao evento, incluindo uma em Favourite UK Actress por sua atuação no filme Fred: The Movie (2010).
| Ano  | Indicação  | Categoria                  | Resultado |
| ---- | ---------- | -------------------------- | --------- |
| 2012 | Pixie Lott | Favourite UK Female Artist | Indicado  |
| 2012 | Pixie Lott | Favourite UK Actress       | Indicado  |

## NME Awards
Os NME Awards são uma premiação britânica realizada anualmente pela revista NME. Lott já recebeu uma indicação ao evento.
| Ano  | Indicação  | Categoria      | Resultado |
| ---- | ---------- | -------------- | --------- |
| 2010 | Pixie Lott | Hottest Female | Indicado  |

## Q Awards
Os Q Awards são uma premiação britânica realizada anualmente pela revista Q. Lott já recebeu uma indicação ao evento.
| Ano  | Indicação  | Categoria           | Resultado |
| ---- | ---------- | ------------------- | --------- |
| 2009 | Pixie Lott | Breakthrough Artist | Indicado  |

## Variety Club Awards
Os Variety Club Awards são uma premiação britânica fundada em 1949 cujo intuito é homenagear personalidades que contribuem à indústria do entretenimento. Lott foi venerada na categoria The Caron Keating Breakthrough Talent na edição de 2009 do evento.
| Ano  | Indicação  | Categoria                             | Resultado |
| ---- | ---------- | ------------------------------------- | --------- |
| 2009 | Pixie Lott | The Caron Keating Breakthrough Talent | Venceu    |

## Virgin Media Music Awards
Os Virgin Media Music Awards são uma premiação britânica estabelecida pelo portal Virgin Media. Lott venceu as duas categorias às quais fora indicada: Best Newcomer em 2009 e Hottest Female em 2010.
| Ano  | Indicação  | Categoria      | Resultado |
| ---- | ---------- | -------------- | --------- |
| 2009 | Pixie Lott | Best Newcomer  | Venceu    |
| 2010 | Pixie Lott | Hottest Female | Venceu    |